# Шерлок Холмс и дело о шёлковом чулке
Шерлок Холмс и дело о шёлковом чулке (англ. Sherlock Holmes and the Case of the Silk Stocking) — телефильм 2004 года режиссёра Саймона Селлана Джоунса по сценарию Аллана Кабитта, адаптация повести Артура Конана Дойла. Премьера состоялась 26 декабря 2004 года в Великобритании.

## Сюжет
В 1902 году в Лондоне на берегу Темзы обнаружено тело молодой девушки с завязанным на шее чулком. В Скотланд-Ярде уверены, что это всего лишь проститутка, задушенная клиентом, и раскрыть дело не представляется возможным. Но когда делом заинтересовался Шерлок Холмс, он сразу понял, что это была девушка из аристократической семьи. Установив её личность по фотографии в газете, он вместе с доктором Ватсоном отправился расследовать смерть девушки. Пока расследование продолжалось, произошло второе убийство. Обе девушки были задушены собственными чулками, одеты в чужую одежду, имели схожий типаж — а значит, великий детектив разыскивал не просто убийцу, а маньяка! Дальнейшее расследование протекало уже наперегонки со смертью, с преступником, похищающим девушек прямо из их комнат. Все усложнилось из-за густого тумана, окутавшего все улицы города со дня первого убийства. Тумана, помогающего преступнику оставаться незамеченным. Или преступникам?..

## В ролях
| Актёр            | Роль              |
| ---------------- | ----------------- |
| Руперт Эверетт   | Шерлок Холмс      |
| Иэн Харт         | Доктор Ватсон     |
| Нил Даджен       | Лестрейд          |
| Майкл Фассбендер | Чарльз Аллен      |
| Рейчел Херд-Вуд  | Имоджен Хелхьютон |
| Джонатан Хайд    | Джордж Пентни     |
| Тэмсин Эгертон   | Миранда Хелхьютон |

## Награды и номинации
| Год  | Премия                   | Номинация                                                                 | Персона         | Результат |
| ---- | ------------------------ | ------------------------------------------------------------------------- | --------------- | --------- |
| 2005 | «OFTA Television Awards» | Лучший актёр в кинофильме или мини-сериале                                | Руперт Эверетт  | Номинация |
| 2005 | «RTS Television Awards»  | Лучшая музыка — Оригинальная музыка                                       | Адриан Джонстон | Номинация |
| 2005 | «Satellite Awards»       | Выдающийся актёр в мини-сериале или кинофильме, сделанном для телевидения | Руперт Эверетт  | Номинация |